# Mantarraya (banda)
Mantarraya es una banda chilena de pop rock alternativo formada en 2011 en la ciudad de Concepción. La banda está conformada desde su orígenes y sin variaciones en su alineación por Bastián Grañas, Nicolás Ferrada, Luciano Rosales, Nicolás Vidal y Rodrigo Droguett. A la fecha la agrupación cuenta con dos EP titulados Mantarraya (2011) y Frío (2015), y dos LP, Costa esqueleto (2013) y Pornografía (2017).

## Historia
Mantarraya es una banda formada a mediados del año 2011 en la ciudad de Concepción, Chile. Su debut lo realizaron en el ciclo Tras Bambalinas, con los integrantes Bastián Grañas, Nicolás Ferrada, Luciano Rosales, Nicolás Vidal y Rodrigo Droguett. A solo un mes de su primera aparición en vivo, lanzaron su EP homónimo, del cual destacan temas como Matemáticas y Ciencia Natural.
En octubre de 2013 lanzaron su primer LP titulado Costa Esqueleto. El álbum fue galardonado en los premios CERES 2013 como el mejor disco pop-rock del año. Su particular estilo no solo le mereció el reconocimiento en el medio local, sino que también recibió positivas críticas en medios alternativos internacionales, como en Argentina y México. Algunos de los temas más destacados de este disco son el homónimo Costa esqueleto, Darwin y Atlántida.
Entre 2013 y 2014 promocionaron su primer larga duración con presentaciones en diversas partes del país, donde compartieron escenario con bandas como Ases Falsos y Denver. Además, fueron invitados a tocar en importantes festivales como pulsar 2011 (stand POTQ) y el SummerFest 2013 en la pista atlética del Estadio Nacional, junto a Incubus.[cita requerida]
En julio de 2015, a través de su página web y previo a las grabaciones de su segundo disco, lanzaron de forma gratuita un EP llamado Frío.
Un año más tarde, y luego de diversas presentaciones a lo largo de todo el país, fueron parte del importante festival REC Rock en Conce, el cual contó además con la presencia de importantes bandas internacionales como Molotov.
En 2017, lanzan su segundo LP, titulado Pornografía. Este álbum que presenta un nuevo sonido de la banda, refleja su evolución musical y su permanente búsqueda de nuevas sonoridades y formas de composición. Destacan la inclusión de muchas capas de sonidos, el uso de samplers y letras mucho más directas, que se diferencian en parte del estilo más metafórico de sus trabajos previos. Los sencillos del álbum fueron los temas «Volver al futuro» y «Carrusel».

## Discografía
| Año  | Título               | Sello       |
| ---- | -------------------- | ----------- |
| 2011 | Mantarraya (EP)      | BeastDiscos |
| 2013 | Costa Esqueleto (LP) | BeastDiscos |
| 2015 | Frío (EP)            | BeastDiscos |
| 2017 | Pornografía          | BeastDiscos |

## Videos musicales
| Año  | Título           | Director     |
| ---- | ---------------- | ------------ |
| 2012 | Ciencia Natural  | Rodman McFly |
| 2013 | Atlántida        | Rodman McFly |
| 2014 | Darwin           | Rodman McFly |
| 2016 | Volver al futuro | Benjamín Cid |
| 2016 | Carrusel         | Benjamín Cid |